# Mascagnin
Mascagnin ist ein selten vorkommendes Mineral aus der Mineralklasse der „Sulfate (einschließlich Selenate, Tellurate, Chromate, Molybdate und Wolframate)“ mit der chemischen Zusammensetzung (NH4)2[SO4] und damit chemisch gesehen ein Ammoniumsulfat.
Mascagnin kristallisiert im orthorhombischen Kristallsystem, entwickelt aber nur selten idiomorphe Kristalle mit faserigem Habitus von bis zu 5 mm Länge. Meist findet er sich in Form von Dendriten, stalaktitischen Formen und mehlig wirkenden, krustigen Überzügen.
In reiner Form ist Mascagnin farblos und durchsichtig mit einem glasähnlichen Glanz auf den Oberflächen. Durch vielfache Lichtbrechung aufgrund von Gitterfehlern oder polykristalliner Ausbildung kann er aber auch durchscheinend weiß sein und durch Fremdbeimengungen eine graue bis gelblichgraue oder zitronengelbe Farbe annehmen. Seine Strichfarbe ist allerdings immer weiß.

## Etymologie und Geschichte
Die ersten Proben des Minerals fand der italienische Anatom, Arzt und Naturwissenschaftler Paolo Mascagni in den Lagunen der Toskana und übergab diese an den deutschen Chemiker Martin Heinrich Klaproth, der sie in seine Sammlung seltener Salze übernahm. Dort entdeckte sie der Mineraloge Dietrich Ludwig Gustav Karsten und untersuchte deren äußeren Merkmale. Karsten erkannte diese „Mischung von Schwefelsäure, Ammoniak und Wasser“ als bisher unbekanntes Mineral und bezeichnete es seinem Entdecker zu Ehren als Mascagnin.
Ein Aufbewahrungsort für das Typmaterial des Minerals ist nicht dokumentiert.
Da der Mascagnin bereits lange vor der Gründung der International Mineralogical Association (IMA) bekannt und als eigenständige Mineralart anerkannt war, wurde dies von ihrer Commission on New Minerals, Nomenclature and Classification (CNMNC) übernommen und bezeichnet den Mascagnin als sogenanntes „grandfathered“ (G) Mineral. Die ebenfalls von der IMA/CNMNC anerkannte Kurzbezeichnung (auch Mineral-Symbol) von Mascagnin lautet „Msc“.

## Klassifikation
In der veralteten 8. Auflage der Mineralsystematik nach Strunz gehörte der Mascagnin zur Mineralklasse der „Sulfate, Chromate, Molybdate und Wolframate“ (einschließlich einiger Selenate und Tellurate) und dort zur Abteilung der „Wasserfreien Sulfate ohne fremde Anionen“, wo er zusammen mit Arcanit die „Arcanit-Reihe“ mit der System-Nr. VI/A.06 bildete.
Im zuletzt 2018 überarbeiteten und aktualisierten Lapis-Mineralienverzeichnis nach Stefan Weiß, das sich aus Rücksicht auf private Sammler und institutionelle Sammlungen noch nach dieser alten Form der Systematik von Karl Hugo Strunz richtet, erhielt das Mineral die System- und Mineral-Nr. VI/A.07-030. In der „Lapis-Systematik“ entspricht dies ebenfalls der Abteilung „Wasserfreie Sulfate [SO4]2−, ohne fremde Anionen“, wo Mascagnin zusammen mit Arcanit und Thénardit die unbenannte Gruppe VI/A.07 bildet.
Auch die von der International Mineralogical Association (IMA) zuletzt 2009 aktualisierte 9. Auflage der Strunz’schen Mineralsystematik ordnet den Mascagnin in die Abteilung der „Sulfate (Selenate usw.) ohne zusätzliche Anionen, ohne H2O“ ein. Diese ist allerdings weiter unterteilt nach der relativen Größe der beteiligten Kationen, so dass das Mineral entsprechend seiner Zusammensetzung in der Unterabteilung „Mit ausschließlich großen Kationen“ zu finden ist, wo es zusammen mit Arcanit die „Arcanitgruppe“ mit der System-Nr. 7.AD.05 bildet.
Auch die vorwiegend im englischen Sprachraum gebräuchliche Systematik der Minerale nach Dana ordnet den Mascagnin in die Klasse der „Sulfate, Chromate und Molybdate“ und dort in die Abteilung der „Sulfate“ ein. Hier ist er zusammen mit Arcanit in der unbenannten Gruppe 28.02.01 innerhalb der Unterabteilung „Wasserfreie Säuren und Sulfate (A+)2XO4“ zu finden.

## Kristallstruktur
Mascagnin kristallisiert in der orthorhombischen Raumgruppe Pmcn (Raumgruppen-Nr. 62, Stellung 5) mit den Gitterparametern a = 5,99 Å; b = 10,64 Å und c = 7,78 Å° sowie vier Formeleinheiten pro Elementarzelle.

## Bildung und Fundorte
Mascagnin bildet sich als Sublimationsprodukt in Fumarolen und Solfataren, kann aber auch in brennenden Kohleflözen entstehen. Als Begleitminerale können unter anderem Boussingaultit, Cinnabarit, Gips, Halit, Salmiak, Sassolin, Schwefel, Sylvin und Tschermigit auftreten.
Als seltene Mineralbildung konnte Mascagnin nur an wenigen Orten nachgewiesen werden, wobei weltweit bisher rund 60 Vorkommen dokumentiert sind (Stand 2023). Außer in den Lagunen der Toskana (als genaue Typlokalität wird Travale in der toskanischen Gemeinde Montieri angegeben) konnte das Mineral in Italien noch an mehreren Stellen in der Umgebung von Pozzuoli und an den Fumarolen des Vesuvs in Kampanien sowie des Ätnas und der Fossa auf Vulcano in Sizilien gefunden werden.
In Deutschland trat Mascagnin unter anderem in der Grube Clara bei Oberwolfach in Baden-Württemberg, in den Bergehalden „Anna 1“, „Anna 2“ und „Anna-Noppenberg“ bei Alsdorf in Nordrhein-Westfalen, im Königin-Carola-Schacht bei Freital im Osterzgebirge der Sächsischen Schweiz und in den Absetzerhalden des ehemaligen Tagebaus Lichtenberg bei Ronneburg in Thüringen auf.
Der bisher einzige bekannte Fundort in Österreich ist eine ehemalige Braunkohlengrube bei Seegraben (heute ein Stadtteil von Leoben) in der Steiermark, wo verschiedene Minerale durch Selbstentzündung der Kohle entstanden.
Weitere Fundorte liegen unter anderem in Belgien, Bulgarien, Frankreich, der Demokratischen Republik Kongo, den Niederlanden, auf Neuseeland, in Peru, Polen, Russland, Schweden, der Slowakei, in Südafrika, Tadschikistan, Tschechien, Ungarn, Venezuela, im Vereinigten Königreich (England, Schottland) und den Vereinigten Staaten von Amerika (Colorado, Kalifornien, Kentucky, Missouri, Ohio, Pennsylvania).